# 1999 XR182
1999 XR182 är en asteroid i huvudbältet som upptäcktes den 12 december 1999 av LINEAR i Socorro County, New Mexico.
Asteroiden har en diameter på ungefär 6 kilometer.